# 1749
Évszázadok: 17. század – 18. század – 19. század
Évtizedek: 1690-es évek – 1700-as évek – 1710-es évek – 1720-as évek – 1730-as évek – 1740-es évek – 1750-es évek – 1760-as évek – 1770-es évek – 1780-as évek – 1790-es évek
Évek: 1744 – 1745 – 1746 – 1747 –  1748 – 1749 – 1750 – 1751 – 1752 – 1753 – 1754

## Események

### Határozott dátumú események
- január 17. – Hatvani Istvánt a Debreceni Református Kollégium tanárává választják.
- május 2. – Mária Terézia rendeletben szabályozza a birodalom központi hatóságainak szervezeti és működési szabályait.

### Határozatlan dátumú események
- Szabadkőműves páholy alakul Brassóban.
- Selmecbányán megkezdi működését Hell József Károly vízoszlopos szivattyúja.

## Születések
- január 29. – VII. Keresztély, Dánia és Norvégia királya, Schleswig és Holstein hercege († 1808)
- március 9. – Honoré-Gabriel Riqueti de Mirabeau, francia politikus és forradalmár, szabadkőműves, író, diplomata, újságíró († 1791)
- március 10. – Lorenzo Da Ponte, olasz librettista († 1838)
- március 28. – Pierre-Simon de Laplace, francia matematikus († 1827)
- április 13. – Rát Mátyás, evangélikus lelkész, nyelvészeti író, az első magyar nyelvű hírlap szerkesztője († 1810)
- május 17. – Edward Jenner, a fekete himlő ellenivédőoltás feltalálója († 1823)
- június 19. – Jean-Marie Collot d’Herbois, francia színész, drámaíró és esszéista, jakobinus forradalmár († 1796)
- augusztus 28. – Johann Wolfgang von Goethe, német író, költő († 1832)
- szeptember 19. – Jean Baptiste Joseph Delambre francia matematikus, csillagász († 1822)
- november 17. – Nicolas Appert, francia feltaláló († 1841)
- november 29. – Ciani Lénárt, magyar hittudor, apát-kanonok és szentszéki ülnök († 1827)
- december 17. – Domenico Cimarosa, olasz zeneszerző († 1801)

## Halálozások
- február 7. – Jan van Huysum, németalföldi festő (* 1682)
- április 9. – Tessedik Sámuel id., evangélikus lelkész (* 1710)
- augusztus 29. – Bél Mátyás, evangélikus lelkész, író, alkimista (* 1684)
- október 14. – Franz von der Trenck, osztrák császári-királyi katonatiszt, szabadcsapat-parancsnok (* 1711)